# Готфрид III фон Хоенлое
Готфрид III фон Хоенлое (на немски: Gottfried III von Hohenlohe; † 3 септември 1322, Вюрцбург) от фамилията Хоенлое, е от 1314 г. до смъртта си епископ на Вюрцбург.

## Живот
Той е син на Готфрид II фон Хоенлое († 1290) и съпругата му Елизабет фон Цолерн-Нюрнберг († 1288), дъщеря на бургграф Фридрих III фон Нюрнберг.
Готфрид е между 1298 и 1313 г. провост на манастир Хауг. През 1314 г. е избран за епископ на Вюрцбург. Той е на страната на крал Фридрих Красивия-Хабсбург.
Умира на 4 септември 1322 г. и е погребан в катедралата на Вюрцбург.